# Caravelli
 (janvier 2015).
Si vous disposez d'ouvrages ou d'articles de référence ou si vous connaissez des sites web de qualité traitant du thème abordé ici, merci de compléter l'article en donnant les références utiles à sa vérifiabilité et en les liant à la section « Notes et références ».
Caravelli, pseudonyme de Claude Vasori, né le 12 septembre 1930 à Paris et mort le 1er avril 2019 au Cannet,, est un compositeur, arrangeur et chef d'orchestre français.

## Biographie
Né d'un père italien et d'une mère française, Claude Vasori suit un parcours de musicien classique et remporte un premier prix de piano au conservatoire de Reims. Il a de solides qualités d'improvisateur et travaille volontiers comme arrangeur pour de nombreuses maisons de disques (Decca, Pathé-Marconi et Ducretet-Thomson).
Sa rencontre avec le compositeur et chef d'orchestre Ray Ventura est décisive, car ce dernier lui commande la musique du film La Loi, réalisé par Jules Dassin, ce qui lancera son orchestre. Il adopte comme nom d'artiste celui de Caravelli lorsque Air France lance, en 1956, la célèbre Sud Aviation Caravelle, la modification de la dernière lettre donnant au nom une consonance italienne. Ray Ventura, qui apprécie particulièrement son style d'interprétation, l'aide et le lance dans la musique de variété, et sa véritable carrière débute en 1959 lorsqu'il dirige son propre orchestre et reprend à sa façon les tubes du moment et les grands succès. Ces premiers albums sont enregistrés sous le label Versailles, mais c'est avec CBS Disques qu'il vendra le plus grand nombre de disques en compagnie d'autres chefs à la mode des années 1960 et 1970 comme Franck Pourcel, Paul Mauriat et Raymond Lefèvre.
Compositeur de musique de film, producteur et scénariste, Roger Vadim fait appel à lui pour Et Satan conduit le bal avec Catherine Deneuve. En 1970, il assure les arrangements musicaux de L'Homme qui vient de la nuit réalisé par Jean-Claude Dague avec Ivan Rebroff dans le rôle de Samson-Sacha Voronine dont il interprète les chansons.
Spécialiste de la musique de variété, il accompagne quelques grands noms de la chanson française comme Marie-José, Maurice Chevalier ou Charles Trenet. Il fait partie des quelques chefs d'orchestre étrangers à avoir dirigé le NHK Symphony Orchestra de la Japan TV Network à Tokyo où son premier concert en live est enregistré en 1972 chez CBS.
Dans les années 1970, il prend part à de nombreuses tournées en France, et participe à quelques émissions télévisuelles ou radiophoniques, mais aussi à Podium, le magazine repris par Claude François.
En 1973, Romuald représente la France au 14e Festival de Viña del Mar (Chili) avec la chanson Laisse-moi le temps (paroles de Michel Jourdan et musique de Caravelli/Romuald) et il arrive à la deuxième place. Quelques mois après, Paul Anka achète les droits de cette chanson aux auteurs ; Sammy Cahn l'adapte en anglais sous le titre Let me Try Again et Frank Sinatra l'interprète dans son album Ol' Blue Eyes Is Back (en) (Reprise Records, octobre 1973). Puis, en 1978, il compose le générique de la version cinéma du robot Goldorak. Intitulée Goldorak et les deux Mazingers, cette chanson est une reprise d'un instrumental qu'il avait composé pour Albator.
En 1981, sa tournée en Union soviétique à Riga et à Moscou rencontre un plein succès. Il y retournera l'année suivante pour enregistrer Caravelli à Moscou. En 1983 sort Caravelli plays Seiko Matsuda, album enregistré au Japon en numérique. Dans les années 1980, il transforme son orchestre en y incluant des synthétiseurs et de nouveaux rythmes et effets spéciaux avec la participation de son fils Patrick Vasori et des musiciens tels Gilles Gambus et Serge Planchon. En novembre 2001, il fait une tournée au Japon avec un orchestre de 32 musiciens (tour no 7), invité par Sony Foundation (il s'y était déjà rendu en 1996, et y reviendra en 2003). En novembre et décembre 2002, il enregistre un album : Un nouveau jour est arrivé : A new day has come avec son orchestre à Bruxelles pour le magazine familial, généraliste et mensuel Reader's Digest.
En 2020, ses ayants droit ont fait entrer à la Bibliothèque nationale de France un ensemble considérable de manuscrits musicaux de Caravelli. Ce fonds couvre particulièrement bien la période musicale 1970-1990.

## Discographie

### Albums
- Caravelli et ses violons magiques :
- Dites-le avec des fleurs (Versailles, 1962)
- Dites-le avec des notes (Versailles, 1962)
- Les musiques du film Blanche-Neige et les Sept Nains (Versailles, 1963)
- Caravellissimo ! (Versailles, 1964)
- Please Love Me (CBS, 1967)
- Aranjuez Mon Amour (CBS, 1967)
- Eloïse (CBS, 1968)
- Que Je T'Aime (CBS, 1969)
- L'Orage (CBS, 1969)
- Plays For Lovers (CBS, 1970)
- Caravelli (CBS, 1970)
- Quanto Ti Amo (CBS, 1970)
- Midnight Cowboy (Epic, 1970)
- Sinfonía Num. 40 De Mozart (CBS, 1971)
- L'Avventura (CBS, 1972)
- Ambiance Danse Stereo (Versailles, 1972)
- La Fete (CBS, 1974)
- Une Fille Aux Yeux Clairs (CBS, 1975)
- Dolannes Melodie (CBS, 1975)
- We May Never Love Like This Again (Epic, 1975)
- Rockin' Strings (CBS, 1976)
- Caravelli (CBS, 1976)
- Michèle (CBS, 1976)
- April Orchestra Vol. 12 (CBS, 1976)
- Star Wars (Epic, 1977)
- Perpetuum Mobile (CBS, 1977)
- April Orchestra Vol.16 Présente Caravelli (CBS, 1977)
- L'Oiseau Et L'Enfant (CBS, 1977)
- By Request (Peters International, Inc., 1977)
- Dans Les Yeux D'Emilie (CBS, 1978)
- Patrick Vasori / Caravelli : April Orchestra Vol. 31 - Claviers Electroniques (CBS, 1978)
- Je L'Aime A Mourir (CBS, 1979)
- Caravelli Joue ABBA (CBS, 1980)
- Simon and Garfunkel Greatest Hits Played By Caravelli (Memory, 1981)
- Caravelli Joue Julio Iglesias (CBS, 1981)
- Patrick Vasori / Caravelli : April Orchestra Vol. 40 (CBS, 1981)
- Каравелли В Москве (Caravelli In Moscow) (Мелодия, 1982)
- Caravelli plays Seiko Matsuda (CBS, 1983)
- L'Amour En Heritage (CBS, 1985)
- Blue Rondo (CBS, 1989)
- Un nouveau jour est arrivé : A new day has come (Reader's Digest, 2002)

### Compilations
- The Best of Caravelli (CBS, 1983)
- Disque D'Or (CBS)
- Serge Elhaïk, spécialiste des orchestres d'ambiance, a fait paraître en 2015 chez Marianne Mélodie, un tout nouveau coffret de 2 CD reprenant, à partir de 45 tours et 33 tours de sa collection, des compositions dont plusieurs des débuts de son orchestre non rééditées jusqu'ici.